# Skalice
Skalice – wieś w Polsce położona w województwie dolnośląskim, w powiecie ząbkowickim, w gminie Ziębice.

## Podział administracyjny
W latach 1975–1998 miejscowość administracyjnie należała do województwa wałbrzyskiego.

## Nazwa
Nazwa pochodzi od polskiej nazwy skały. Heinrich Adamy w swoim dziele o nazwach miejscowych na Śląsku wydanym w 1888 roku we Wrocławiu wymienia najwcześniejszą nazwę miejscowości w staropolskiej formie "Skalicz" podając jej znaczenie jako "Felsengund" czyli w tłumaczeniu "Kamienny fundament". Niemcy fonetycznie zgermanizowali nazwę miejscowości na "Skalitz" w wyniku czego utraciła ona swoje pierwotne znaczenie.
Nazwę miejscowości w zlatynizowanych, staropolskich formach Skalicz oraz Scalizi notuje wraz z sąsiednimi wsiami jak Raczyce, Witostowice oraz Jaworowice spisana po łacinie w latach 1269–1273 Księga henrykowska w następującym fragmencie: "Sed sciendum, quod nunc in ipso territorio Colacsowe consistunt nunc quedam villule, quarum nomina sunt hec: Withostowizi cum suo circuitu, Rascizhci, Scalizci, Iauorowizi" Miejscowość została wymieniona w formie Scalicz w 1333 roku  w łacińskim dokumencie wydanym we Wrocławiu przez księcia śląskiego Bolka.

## Historia
Wieś stanowiła niegdyś część terytorium Kołacza z Witostowic i była własnością rycerską. W 1239 r. część wsi należała do proboszcza henrykowskiego Mikołaja, który darował ją klasztorowi, a w 1259 r. klasztor odkupił resztę wsi i od tego czasu aż do 1810 r. pozostawała własnością cysterską.

## Szlaki turystyczne
- Nowina - Rozdroże pod Mlecznikiem - Raczyce - Henryków - Skalice - Skalickie Skałki - Skrzyżowanie nad Zuzanką - Bożnowice - Ostrężna - Miłocice - Gromnik - Jegłowa - Żeleźnik - Wawrzyszów - Grodków - Żarów - Starowice Dolne - Strzegów - Rogów - Samborowice - Szklary - Wilemowice leśniczówka - Biskupi Las - Dębowiec - Ziębice[10]